# ジロ・デ・イタリア 2010 第12-第21ステージ結果

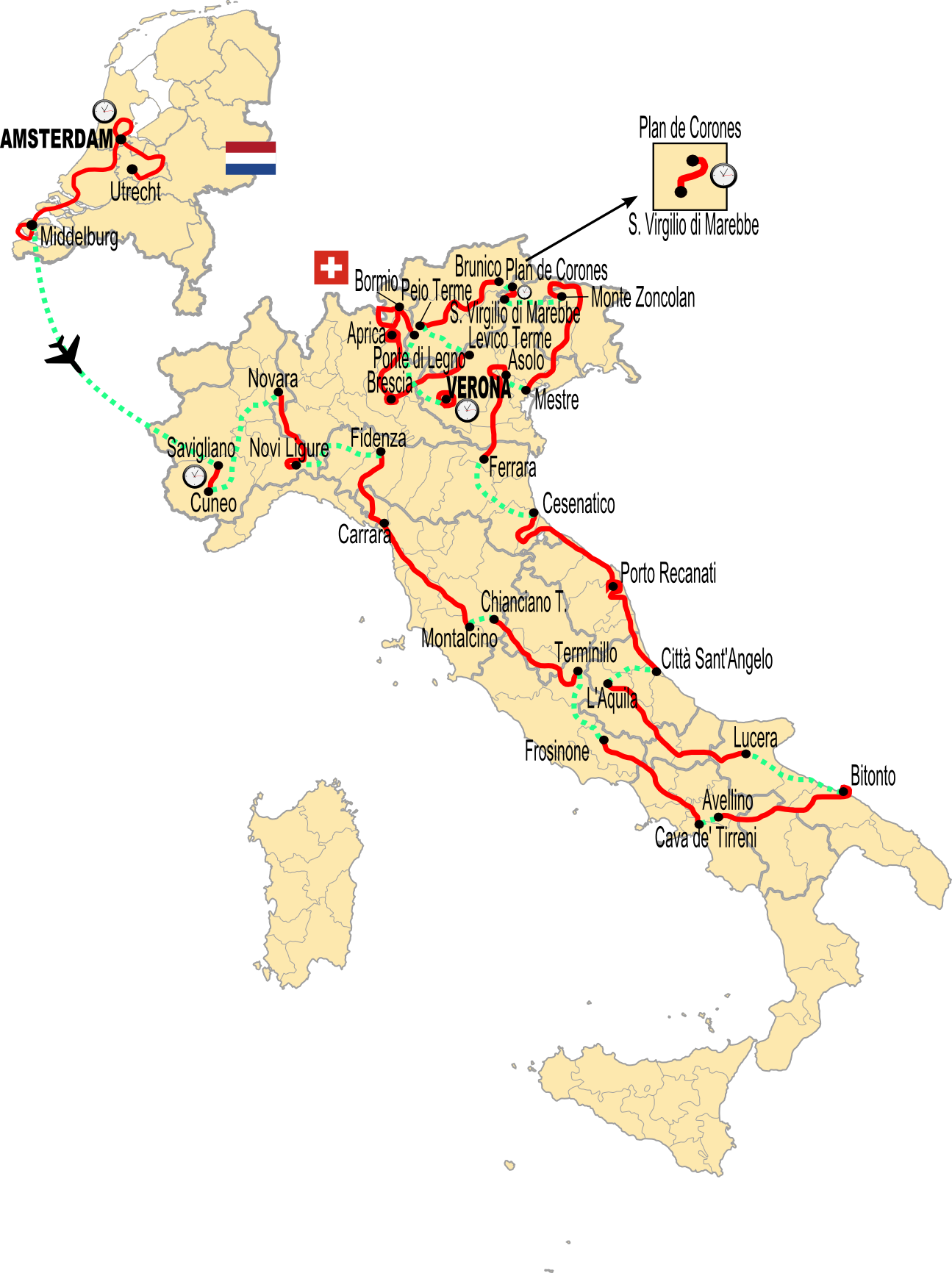
ジロ・デ・イタリア 2010コース図

- ジロ・デ・イタリア 2010 第1-第11ステージ結果 > ジロ・デ・イタリア 2010 第12-第21ステージ結果

2010年開催の、ジロ・デ・イタリアの第12ステージから第21ステージまでの結果を述べる。

## 第12ステージ
- 5月20日（木）
- チッタ・サンタンジェロ  －ポルト・レカナーティ 206km[1]
- ジロ前代未聞の大惨事が起きた昨日とはうってかわり、久々の晴天となった第12ステージ。最初は上りスタートだが中盤は「7人姉妹」と呼ばれる有名ビーチリゾートをすべて通過。その後内陸に入り3級山岳を2つ登って下って、ティレーノ〜アドリアティコでは何度もゴール地を務めるが、ジロは初のゴール地となるビーチリゾート地ポルト・レカナーティにゴールという、非常にバカンス色豊かなレイアウト。最後の3級山岳がゴール前11.7km地点なため、この下りを利用しても逃げ切りは難しく、集団スプリントが予想される。ドミニク・ロエルス（チームミルラム）、そしてステージ1勝をあげているワウテル・ウェイラント（クイックステップ）がレースを去り、171人がリゾートへと旅立つ。9kmで序盤マリア・ヴェルデを着込んだリック・フレンスがアタックを決めるとオリヴィエ・カイセン（オメガファーマ・ロット）とユリー・クリフトソフ（Ag2r・ラ・モンティアル）が合流し逃げは3人に、最大6分25秒差となるが、今日もタイラー・ファーラーに勝たせたいガーミン・トランジションズの引きで5分前後に、中間スプリントの4位通過を巡った争い（ファビオ・サバティーニが4位通過に成功）はあるが、残り12kmで逃げを吸収するまでは落ち着いた展開に。吸収してからは一気に活性化。フランチェスコ・ファイッリ（アクア & サポーネ）のアタックをきっかけに昨日タイムを失ったアレクサンドル・ヴィノクロフ（アスタナ）、ヴィンチェンツォ・ニーバリ、イヴァン・バッソ（リクイガス・ドイモ）、ミケーレ・スカルポーニ（アンドローニ・ジョカトーリ）、ステファノ・ガルゼッリ（アクア & サポーネ）、ダミアーノ・クネゴ（ランプレ・ファルネーゼヴィニ）、そしてステージ優勝を狙いに来たフィリッポ・ポッツァート（チームカチューシャ）、トマ・ヴォクレール（Bbox ブイグテレコム）、ジェローム・ピノー（クイックステップ）、マルコ・ピノッティ（チーム・HTC - コロンビア）と10人の先頭集団が出来上がる。一方後ろに取り残されてしまったのはマリア・ローザのリッチー・ポート（チーム・サクソバンク）とカデル・エヴァンス（BMC・レーシングチーム）。当然のように前を負うが、前にクネゴが入ったため、集団の速度を下げようと先頭の前に入りペースをゆるめたダニエーレ・リーギが、前を猛追していたエヴァンスは前に出てブレーキをかけたと感じ殴り合いに発展、この2名は2000スイスフランの罰金を受けている。一方先頭10人のテンションは高く、追いつかれないままゴールスプリントへと突入。まずはニーバリとヴィノクロフが抜き出るが、スプリントとなればパンチャー3人に分があった、後ろからスプリントを開始したポッツァートがこの2人を抜き、ヴォクレールの追随を交わし優勝。2位にヴォクレール、3位にピノーとなり、総合勢は結局ボーナスタイムこそ得られなかったものの、後続集団に対し10秒を稼ぎ出す。後続はロビー・マキュアンが先頭を取り、復活の兆しを見せた。マリア・ローザ&マリア・ビアンカのリッチー・ポートもこの集団でゴールしキープ。マリア・ヴェルデも3級2つ、しかも争いの選手が逃げなかった事からマシュー・ロイド（オメガファーマ・ロット）を脅かすほどではなくキープに成功。マリア・ロッソ・パッショーネのみステージ3位で16ポイントを加算したジェローム・ピノーが再び取得した。

区間成績
| 順位 | 選手名                       | 国籍         | チーム                            | 時間          |
| ---- | ---------------------------- | ------------ | --------------------------------- | ------------- |
| 1    | フィリッポ・ポッツァート     | イタリア     | チーム・カチューシャ              | 5時間15分50秒 |
| 2    | トマ・ヴォクレール           | フランス     | Bbox ブイグテレコム               | 同            |
| 3    | ジェローム・ピノー           | フランス     | クイックステップ                  | 同            |
| 4    | ステファノ・ガルゼッリ       | イタリア     | アクア & サポーネ                 | 同            |
| 5    | アレクサンドル・ヴィノクロフ | カザフスタン | アスタナ                          | 同            |
| 6    | ヴィンチェンツォ・ニバリ     | イタリア     | リクイガス・ドイモ                | 同            |
| 7    | マルコ・ピノッティ           | イタリア     | チーム・HTC - コロンビア          | 同            |
| 8    | ミケーレ・スカルポーニ       | イタリア     | アンドローニ・ジョカットーリ      | 同            |
| 9    | ダミアーノ・クネゴ           | イタリア     | ランプレ - ファルネーゼ・ヴィーニ | 同            |
| 10   | イヴァン・バッソ             | イタリア     | リクイガス・ドイモ                | 同            |
| 22   | 新城幸也                     | 日本         | Bbox ブイグテレコム               | +10秒         |

総合成績
| 順位 | 選手名                       | 国籍           | チーム                   | 時間           |
| ---- | ---------------------------- | -------------- | ------------------------ | -------------- |
| 1    | リッチー・ポート             | オーストラリア | チーム・サクソバンク     | 50時間46分16秒 |
| 2    | ダビ・アロヨ                 | スペイン       | ケス・デパーニュ         | +1分42秒       |
| 3    | ロベルト・キセルロウスキ     | クロアチア     | リクイガス・ドイモ       | +1分56秒       |
| 4    | シャビエル・トンド           | スペイン       | サーヴェロ・テストチーム | +3分54秒       |
| 5    | ヴァレリオ・アニョーリ       | イタリア       | リクイガス・ドイモ       | +4分41秒       |
| 6    | アレクサンドル・エフィムキン | ロシア         | Ag2r・ラ・モンディアル   | +5分16秒       |
| 7    | リーヌス・ゲルデマン         | ドイツ         | チーム・ミルラム         | +5分34秒       |
| 8    | カルロス・サストレ           | スペイン       | サーヴェロ・テストチーム | +7分09秒       |
| 9    | ローラン・ディディエ         | ルクセンブルク | チーム・サクソバンク     | +7分24秒       |
| 10   | ブラッドリー・ウィギンス     | イギリス       | チーム・スカイ           | +8分14秒       |
| 141  | 新城幸也                     | 日本           | Bbox ブイグテレコム      | +1時間53分31秒 |

ポイント賞
| 順位 | 選手名                       | 国籍           | チーム                     | ポイント |
| ---- | ---------------------------- | -------------- | -------------------------- | -------- |
| 1    | ジェローム・ピノー           | フランス       | クイックステップ           | 66       |
| 2    | タイラー・ファーラー         | アメリカ合衆国 | ガーミン・トランジションズ | 59       |
| 3    | アレクサンドル・ヴィノクロフ | カザフスタン   | アスタナ                   | 59       |
| 81   | 新城幸也                     | 日本           | Bbox ブイグテレコム        | -5       |

山岳賞
| 順位 | 選手名                       | 国籍           | チーム                   | ポイント |
| ---- | ---------------------------- | -------------- | ------------------------ | -------- |
| 1    | マシュー・ロイド             | オーストラリア | オメガファーマ・ロット   | 29       |
| 2    | シャビエル・トンド           | スペイン       | サーヴェロ・テストチーム | 16       |
| 3    | クリス・アンカー・セレンセン | デンマーク     | チーム・サクソバンク     | 15       |
| 19   | 新城幸也                     | 日本           | Bbox ブイグテレコム      | 3        |

新人賞
| 順位 | 選手名                 | 国籍           | チーム               | 時間           |
| ---- | ---------------------- | -------------- | -------------------- | -------------- |
| 1    | リッチー・ポート       | オーストラリア | チーム・サクソバンク | 50時間46分16秒 |
| 2    | ロベルト・キセロフスキ | クロアチア     | リクイガス・ドイモ   | +1分56秒       |
| 3    | ヴァレリオ・アニョーリ | イタリア       | リクイガス・ドイモ   | +4分41秒       |

## 第13ステージ
- 5月21日（金）
- ポルト・レカナーティ  －チェゼナーティコ 223.0km[2]
- スタートから125.7km地点でマルコ・パンターニが息を引き取ったリミニを通過、その後161.6kmと181.0km地点でパンターニが練習に好んで使っていたというペルティカーラとバルボットの2峠を通過、そしてパンターニの墓があり、記念館が設けられているチェゼナーティコにゴールという稀代のクライマー、パンターニに縁の深い土地を回る巡礼ステージ。バルボットからゴールまでは42kmと距離はあるが、超一流クライマーが練習に使った峠だけに最大斜度はそれぞれ12%、15%と厳しく、逃げが逃げ切る可能性は高いが、純スプリンターが生き残り、逃げを潰してゴールスプリントへ持ち込むのは少々困難か。ジャック・ボブリッジ（ガーミン・トランジションズ）が出走せず巡礼へ旅立ったのは168人。10km地点でヨハン・チョップ（Bbox ブイグテレコム）がファーストアタックを決めるも吸収。その後もアタック即吸収の動きが続き、第5ステージで大逃げを見せた新城幸也もアタックを試みるがこれも未遂に終わり、結局逃げが容認されたのは76km地点でアタックを成功させた17人、16分14秒差の25位に付けているイバン・マヨス（フットオン・セルヴェット）が最上位。スプリンターチームは最初から勝負をあきらめたのか総合勢上位のサーヴェロ・テストチームやサクソバンクにプロトンコントロールは委託され、最大9分40秒を稼ぎ出す。そのままペルティカーラにプロトンが到達するとウラミジール・カルペツ（チームカチューシャ）とリーナス・ゲルテマン（チームミルラム）がアタック、ゲルデマンこそ捕まえるものの、カルペツは捕まらずにゴールへ。そのカルペツも先頭を捕らえるまでは至らず逃げグループの小集団スプリントへ、残り1kmでクレイグ・ルイス（チーム・HTC - コロンビア）がロングスプリントを見せるが、これをマヌエル・ベレッティ（コルナゴCSFイノックス）が刺しきりステージ優勝。地元での優勝に歓喜の涙を見せる。後方ではカルペツが5分1秒遅れの17位でゴール、メイン集団が7分28秒遅れだったため2分26秒タイムを稼ぎ19位から14位へとジャンプアップに成功した。ジャージ争いは全く変化無し。またドメニコ・ポッツォヴィーヴォ（コルナゴCSFイノックス）、モーリス・ポッソーニ（チームスカイ）、アントニー・ラヴァール（AG2r・ラ・モンティアル）、デーヴィット・ミラー（ガーミン・トランジションズ）が途中リタイアしている。新城幸也（Bbox ブイグテレコム）は7分55秒遅れの第2集団で聖地巡礼を終えている。

区間成績
| 順位 | 選手名                 | 国籍             | チーム                     | 時間          |
| ---- | ---------------------- | ---------------- | -------------------------- | ------------- |
| 1    | マヌエル・ベッレッティ | イタリア         | コルナゴ - CSF・イノックス | 5時間27分12秒 |
| 2    | グレッグ・ヘンダーソン | ニュージーランド | チーム・スカイ             | 同            |
| 3    | イバン・マヨス         | スペイン         | フットオン・セルベット     | 同            |
| 4    | パウル・フォス         | ドイツ           | チーム・ミルラム           | 同            |
| 5    | セバスティアン・ラング | ドイツ           | オメガファーマ・ロット     | 同            |
| 6    | カレ・クリート         | エストニア       | コフィディス               | 同            |
| 7    | マテュー・クロード     | フランス         | Bbox ブイグテレコム        | 同            |
| 8    | クレイグ・ルイス       | アメリカ合衆国   | チーム・HTC - コロンビア   | 同            |
| 9    | セルゲイ・クリモフ     | ロシア           | チーム・カチューシャ       | 同            |
| 10   | キャメロン・マイヤー   | オーストラリア   | ガーミン・トランジションズ | 同            |
| 107  | 新城幸也               | 日本             | Bbox ブイグテレコム        | +7分55秒      |

総合成績
| 順位 | 選手名                       | 国籍           | チーム                   | 時間           |
| ---- | ---------------------------- | -------------- | ------------------------ | -------------- |
| 1    | リッチー・ポート             | オーストラリア | チーム・サクソバンク     | 56時間20分56秒 |
| 2    | ダビ・アロヨ                 | スペイン       | ケス・デパーニュ         | +1分42秒       |
| 3    | ロベルト・キセルロウスキ     | クロアチア     | リクイガス・ドイモ       | +1分56秒       |
| 4    | シャビエル・トンド           | スペイン       | サーヴェロ・テストチーム | +3分54秒       |
| 5    | ヴァレリオ・アニョーリ       | イタリア       | リクイガス・ドイモ       | +4分41秒       |
| 6    | アレクサンドル・エフィムキン | ロシア         | Ag2r・ラ・モンディアル   | +5分16秒       |
| 7    | リーヌス・ゲルデマン         | ドイツ         | チーム・ミルラム         | +5分34秒       |
| 8    | カルロス・サストレ           | スペイン       | サーヴェロ・テストチーム | +7分09秒       |
| 9    | ローラン・ディディエ         | ルクセンブルク | チーム・サクソバンク     | +7分24秒       |
| 10   | ブラッドリー・ウィギンス     | イギリス       | チーム・スカイ           | +8分14秒       |
| 136  | 新城幸也                     | 日本           | Bbox ブイグテレコム      | +1時間53分58秒 |

ポイント賞
| 順位 | 選手名                       | 国籍           | チーム                     | ポイント |
| ---- | ---------------------------- | -------------- | -------------------------- | -------- |
| 1    | ジェローム・ピノー           | フランス       | クイックステップ           | 66       |
| 2    | タイラー・ファーラー         | アメリカ合衆国 | ガーミン・トランジションズ | 59       |
| 3    | アレクサンドル・ヴィノクロフ | カザフスタン   | アスタナ                   | 59       |
| 81   | 新城幸也                     | 日本           | Bbox ブイグテレコム        | -5       |

山岳賞
| 順位 | 選手名                     | 国籍           | チーム                       | ポイント |
| ---- | -------------------------- | -------------- | ---------------------------- | -------- |
| 1    | マシュー・ロイド           | オーストラリア | オメガファーマ・ロット       | 29       |
| 2    | シャビエル・トンド         | スペイン       | サーヴェロ・テストチーム     | 16       |
| 3    | ルーベンス・ベルトリアティ | スイス         | アンドローニ・ジョカットーリ | 16       |
| 20   | 新城幸也                   | 日本           | Bbox ブイグテレコム          | 3        |

新人賞
| 順位 | 選手名                   | 国籍           | チーム               | 時間           |
| ---- | ------------------------ | -------------- | -------------------- | -------------- |
| 1    | リッチー・ポート         | オーストラリア | チーム・サクソバンク | 56時間20分56秒 |
| 2    | ロベルト・キセルロウスキ | クロアチア     | リクイガス・ドイモ   | +1分56秒       |
| 3    | ヴァレリオ・アニョーリ   | イタリア       | リクイガス・ドイモ   | +4分41秒       |

## 第14ステージ
- 5月22日（土）
- フェラーラ  －アーゾロ（モンテ・グラッパ） 205.0km[3]
- 決戦の舞台に選ばれたドロミテ山塊第1ラウンドに選ばれたのはモンテ・グラッパ。ステージ中カテゴリー山岳として用意されたのは1級のここ一つ。ジロとしては珍しい登坂距離18.1km、平均勾配7.9%、最大14%、標高差1501mと、ラルプ・デュエズのような中斜度ダラダラの延々とした上りとつづら折りが続き、下り側も25kmと非常に長く、山岳を越せればダウンヒルアタッカー有利なレイアウト。レースはモンテ・グラッパまでの平坦区間が124.9kmもあるために、山岳を苦手とするライダーの逃げとつぶし合いが続き、6人の逃げが決まったのは39km地点、最高位はフィリッポ・ポッツァートの38分28秒差ということもありこの逃げはある程度容認、最大8分15秒の差が付くが、だんだんと上り基調になっていくコースの前に差はどんどんと削り取られ、逃げ集団がモンテ・グラッパにさしかかると4分ほどまで減少していた。そしてメイン集団がモンテ・グラッパに届くと、ここまで陰を潜めていたリクイガスのアシスト陣が一斉に火を噴く。ハイペースの前に集団はズタズタに分断され、逃げ集団も吸収。山岳最終アシストのシルヴェスタ・シュミットがペースメイクを担当すると、マリア・ローザのリッチー・ポルト（サクソバンク）も脱落してしまう。この引きが落ち着いたところで満を持してヴィンチェンツォ・ニバリ（リクイガス・ドイモ）がアタック開始、この動きについてこれたのはカデル・エヴァンス（BMC・レーシングチーム）、ミケーレ・スカルポーニ（アンドローニ・ジョカトーリ）、そしてチームリーダーのイヴァン・バッソの3名だけ、アレクサンドル・ヴィノクロフ（アスタナ）、カルロス・サストレ（サーヴェロ・テストチーム）、そして現段階総合2位のダビ・アローヨ（ケス・デパーニュ）の優勝候補3名がここで遅れを取ってしまう。そのままこの4人は逃げ集団から一人逃げを決めていたアレッサンドロ・ビゾルティ（コルナゴ・CSFイノックス）も抜き去り山頂へ。雨で路面が濡れてはいたもの、ツールであのランスに追いついた経験を持つダウンヒルアタッカーニバリが下りを利用し再アタック、この勇猛果敢なダウンヒルには誰も着いていけずに完全独走態勢。23秒差で個人としてはグランツール初勝利。後方ではニバリが逃げているために先頭交代に加わる必要の無かったバッソがスプリントで圧勝、ボーナスタイム12秒をゲットしリクイガス・ドイモがワンツーフィニッシュを遂げる。メイン集団らしき物は2分25秒差でゴール。リッチー・ポルトはこの中に入れず山岳ステージ1日目にてマリア・ローザを手放す悲しさを味わう、代わりのマリア・ローザはこの集団でゴールしたダビ・アローヨへと受け継がれた。マリア・ロッソ・パッショーネはステージ5位のアレクサンドル・ヴィノクロフへと受け渡されたが、マリア・ビアンカは何とかリッチー・ポルトがキープに成功。マリア・ヴェルデもマシュー・ロイド（オメガファーマ・ロット）がキープに成功した。新城幸也は21分2秒遅れの3人グループにてゴール。山岳に強くなってきた所をチーム首脳陣へとアピールしている。

区間成績
| 順位 | 選手名                       | 国籍           | チーム                            | 時間          |
| ---- | ---------------------------- | -------------- | --------------------------------- | ------------- |
| 1    | ヴィンチェンツォ・ニバリ     | イタリア       | リクイガス・ドイモ                | 4時間57分51秒 |
| 2    | イヴァン・バッソ             | イタリア       | リクイガス・ドイモ                | +23秒         |
| 3    | ミケーレ・スカルポーニ       | イタリア       | アンドローニ・ジョカットーリ      | 同            |
| 4    | カデル・エヴァンス           | オーストラリア | BMC・レーシングチーム             | 同            |
| 5    | アレクサンドル・ヴィノクロフ | カザフスタン   | アスタナ                          | +1分34秒      |
| 6    | ブラニスラウ・サモイラウ     | ベラルーシ     | クイックステップ                  | +2分25秒      |
| 7    | バウク・モレマ               | オランダ       | ラボバンク                        | 同            |
| 8    | ダミアーノ・クネゴ           | イタリア       | ランプレ - ファルネーゼ・ヴィーニ | 同            |
| 9    | リーヌス・ゲルデマン         | ドイツ         | チーム・ミルラム                  | 同            |
| 10   | マルコ・ピノッティ           | イタリア       | チーム・HTC - コロンビア          | 同            |
| 89   | 新城幸也                     | 日本           | Bbox ブイグテレコム               | +21分01秒     |

総合成績
| 順位 | 選手名                       | 国籍           | チーム                   | 時間           |
| ---- | ---------------------------- | -------------- | ------------------------ | -------------- |
| 1    | ダビ・アロヨ                 | スペイン       | ケス・デパーニュ         | 61時間22分54秒 |
| 2    | リッチー・ポート             | オーストラリア | チーム・サクソバンク     | +39秒          |
| 3    | シャビエル・トンド           | スペイン       | サーヴェロ・テストチーム | +2分12秒       |
| 4    | ロベルト・キセルロウスキ     | クロアチア     | リクイガス・ドイモ       | +2分35秒       |
| 5    | リーヌス・ゲルデマン         | ドイツ         | チーム・ミルラム         | +3分52秒       |
| 6    | カルロス・サストレ           | スペイン       | サーヴェロ・テストチーム | +5分27秒       |
| 7    | ブラッドリー・ウィギンス     | イギリス       | チーム・スカイ           | +6分32秒       |
| 8    | ヴィンチェンツォ・ニバリ     | イタリア       | リクイガス・ドイモ       | +6分51秒       |
| 9    | アレクサンドル・ヴィノクロフ | カザフスタン   | アスタナ                 | +7分15秒       |
| 10   | カデル・エヴァンス           | オーストラリア | BMC・レーシングチーム    | +7分26秒       |
| 130  | 新城幸也                     | 日本           | Bbox ブイグテレコム      | +2時間10分52秒 |

ポイント賞
| 順位 | 選手名                       | 国籍           | チーム                | ポイント |
| ---- | ---------------------------- | -------------- | --------------------- | -------- |
| 1    | アレクサンドル・ヴィノクロフ | カザフスタン   | アスタナ              | 71       |
| 2    | ジェローム・ピノー           | フランス       | クイックステップ      | 66       |
| 3    | カデル・エヴァンス           | オーストラリア | BMC・レーシングチーム | 66       |
| 84   | 新城幸也                     | 日本           | Bbox ブイグテレコム   | -5       |

山岳賞
| 順位 | 選手名                     | 国籍           | チーム                       | ポイント |
| ---- | -------------------------- | -------------- | ---------------------------- | -------- |
| 1    | マシュー・ロイド           | オーストラリア | オメガファーマ・ロット       | 29       |
| 2    | シャビエル・トンド         | スペイン       | サーヴェロ・テストチーム     | 16       |
| 3    | ルーベンス・ベルトリアティ | スイス         | アンドローニ・ジョカットーリ | 16       |
| 22   | 新城幸也                   | 日本           | Bbox ブイグテレコム          | 3        |

新人賞
| 順位 | 選手名                   | 国籍           | チーム               | 時間           |
| ---- | ------------------------ | -------------- | -------------------- | -------------- |
| 1    | リッチー・ポート         | オーストラリア | チーム・サクソバンク | 61時間23分33秒 |
| 2    | ロベルト・キセルロウスキ | クロアチア     | リクイガス・ドイモ   | +1分56秒       |
| 3    | ヴァレリオ・アニョーリ   | イタリア       | リクイガス・ドイモ   | +11分48秒      |

## 第15ステージ
- 5月23日（日）
- メストレ  －モンテ・ゾンコラン 222.0km[4]

区間成績
| 順位 | 選手名                       | 国籍           | チーム                            | 時間          |
| ---- | ---------------------------- | -------------- | --------------------------------- | ------------- |
| 1    | イヴァン・バッソ             | イタリア       | リクイガス・ドイモ                | 6時間21分58秒 |
| 2    | カデル・エヴァンス           | オーストラリア | BMC・レーシングチーム             | +1分19秒      |
| 3    | ミケーレ・スカルポーニ       | イタリア       | アンドローニ・ジョカットーリ      | +1分30秒      |
| 4    | ダミアーノ・クネゴ           | イタリア       | ランプレ - ファルネーゼ・ヴィーニ | +1分58秒      |
| 5    | アレクサンドル・ヴィノクロフ | カザフスタン   | アスタナ                          | +2分26秒      |
| 6    | カルロス・サストレ           | スペイン       | サーヴェロ・テストチーム          | +2分44秒      |
| 7    | ヴィンチェンツォ・ニバリ     | イタリア       | リクイガス・ドイモ                | +3分07秒      |
| 8    | マルコ・ピノッティ           | イタリア       | チーム・HTC - コロンビア          | +3分20秒      |
| 9    | ダニエル・マーティン         | アイルランド   | ガーミン・トランジションズ        | +3分31秒      |
| 10   | ジョン・ガドレ               | フランス       | Ag2r・ラ・モンディアル            | +3分46秒      |
| 110  | 新城幸也                     | 日本           | Bbox ブイグテレコム               | +26分10秒     |

総合成績
| 順位 | 選手名                       | 国籍           | チーム                       | 時間           |
| ---- | ---------------------------- | -------------- | ---------------------------- | -------------- |
| 1    | ダビ・アロヨ                 | スペイン       | ケス・デパーニュ             | 67時間48分42秒 |
| 2    | リッチー・ポート             | オーストラリア | チーム・サクソバンク         | +2分35秒       |
| 3    | イヴァン・バッソ             | イタリア       | リクイガス・ドイモ           | +3分33秒       |
| 4    | カルロス・サストレ           | スペイン       | サーヴェロ・テストチーム     | +4分21秒       |
| 5    | カデル・エヴァンス           | オーストラリア | BMC・レーシングチーム        | +4分43秒       |
| 6    | アレクサンドル・ヴィノクロフ | カザフスタン   | アスタナ                     | +5分51秒       |
| 7    | ヴィンチェンツォ・ニバリ     | イタリア       | リクイガス・ドイモ           | +6分08秒       |
| 8    | ミケーレ・スカルポーニ       | イタリア       | アンドローニ・ジョカットーリ | +6分34秒       |
| 9    | リーヌス・ゲルデマン         | ドイツ         | チーム・ミルラム             | +7分12秒       |
| 10   | ロベルト・キセルロウスキ     | クロアチア     | リクイガス・ドイモ           | +8分13秒       |
| 125  | 新城幸也                     | 日本           | Bbox ブイグテレコム          | +2時間33分12秒 |

ポイント賞
| 順位 | 選手名                       | 国籍           | チーム                | ポイント |
| ---- | ---------------------------- | -------------- | --------------------- | -------- |
| 1    | カデル・エヴァンス           | オーストラリア | BMC・レーシングチーム | 86       |
| 2    | アレクサンドル・ヴィノクロフ | カザフスタン   | アスタナ              | 83       |
| 3    | ジェローム・ピノー           | フランス       | クイックステップ      | 74       |
| 81   | 新城幸也                     | 日本           | Bbox ブイグテレコム   | -5       |

山岳賞
| 順位 | 選手名                     | 国籍           | チーム                 | ポイント |
| ---- | -------------------------- | -------------- | ---------------------- | -------- |
| 1    | マシュー・ロイド           | オーストラリア | オメガファーマ・ロット | 29       |
| 2    | イヴァン・バッソ           | イタリア       | リクイガス・ドイモ     | 25       |
| 3    | リュドヴィック・テュルパン | フランス       | Ag2r・ラ・モンディアル | 20       |
| 27   | 新城幸也                   | 日本           | Bbox ブイグテレコム    | 3        |

新人賞
| 順位 | 選手名                   | 国籍           | チーム               | 時間           |
| ---- | ------------------------ | -------------- | -------------------- | -------------- |
| 1    | リッチー・ポート         | オーストラリア | チーム・サクソバンク | 67時間51分17秒 |
| 2    | ロベルト・キセルロウスキ | クロアチア     | リクイガス・ドイモ   | +5分38秒       |
| 3    | バウク・モレマ           | オランダ       | ラボバンク           | +12分00秒      |

## 第16ステージ
- 5月25日（火）
- マレッベ  －プラン・デ・コローネス （個人タイムトライアル） 12.9km[6]

区間成績
| 順位 | 選手名                       | 国籍           | チーム                       | 時間     |
| ---- | ---------------------------- | -------------- | ---------------------------- | -------- |
| 1    | ステファノ・ガルゼッリ       | イタリア       | アクア & サポーネ            | 41分28秒 |
| 2    | カデル・エヴァンス           | オーストラリア | BMC・レーシングチーム        | +42秒    |
| 3    | ジョン・ガドレ               | フランス       | Ag2r・ラ・モンディアル       | +54秒    |
| 4    | ヴィンチェンツォ・ニバリ     | イタリア       | リクイガス・ドイモ           | +1分01秒 |
| 5    | ミケーレ・スカルポーニ       | イタリア       | アンドローニ・ジョカットーリ | +1分07秒 |
| 6    | イヴァン・バッソ             | イタリア       | リクイガス・ドイモ           | +1分10秒 |
| 7    | リゴベルト・ウラン           | コロンビア     | ケス・デパーニュ             | +1分36秒 |
| 8    | アレクサンドル・ヴィノクロフ | カザフスタン   | アスタナ                     | +1分37秒 |
| 9    | ダリオ・カタルド             | イタリア       | クイックステップ             | +1分41秒 |
| 10   | エフゲニー・ペトロフ         | ロシア         | チーム・カチューシャ         | +1分46秒 |
| 100  | 新城幸也                     | 日本           | Bbox ブイグテレコム          | +5分52秒 |

総合成績
| 順位 | 選手名                       | 国籍           | チーム                            | 時間           |
| ---- | ---------------------------- | -------------- | --------------------------------- | -------------- |
| 1    | ダビ・アロヨ                 | スペイン       | ケス・デパーニュ                  | 68時間32分26秒 |
| 2    | イヴァン・バッソ             | イタリア       | リクイガス・ドイモ                | +2分27秒       |
| 3    | リッチー・ポート             | オーストラリア | チーム・サクソバンク              | +2分36秒       |
| 4    | カデル・エヴァンス           | オーストラリア | BMC・レーシングチーム             | +3分09秒       |
| 5    | カルロス・サストレ           | スペイン       | サーヴェロ・テストチーム          | +4分36秒       |
| 6    | ヴィンチェンツォ・ニバリ     | イタリア       | リクイガス・ドイモ                | +4分53秒       |
| 7    | アレクサンドル・ヴィノクロフ | カザフスタン   | アスタナ                          | +5分12秒       |
| 8    | ミケーレ・スカルポーニ       | イタリア       | アンドローニ・ジョカットーリ      | +5分25秒       |
| 9    | ロベルト・キセルロウスキ     | クロアチア     | リクイガス・ドイモ                | +8分57秒       |
| 10   | ダミアーノ・クネゴ           | イタリア       | ランプレ - ファルネーゼ・ヴィーニ | +9分13秒       |
| 122  | 新城幸也                     | 日本           | Bbox ブイグテレコム               | +2時間36分48秒 |

ポイント賞
| 順位 | 選手名                       | 国籍           | チーム                | ポイント |
| ---- | ---------------------------- | -------------- | --------------------- | -------- |
| 1    | カデル・エヴァンス           | オーストラリア | BMC・レーシングチーム | 106      |
| 2    | アレクサンドル・ヴィノクロフ | カザフスタン   | アスタナ              | 91       |
| 3    | ヴィンチェンツォ・ニバリ     | イタリア       | リクイガス・ドイモ    | 78       |
| 83   | 新城幸也                     | 日本           | Bbox ブイグテレコム   | -5       |

山岳賞
| 順位 | 選手名             | 国籍           | チーム                 | ポイント |
| ---- | ------------------ | -------------- | ---------------------- | -------- |
| 1    | マシュー・ロイド   | オーストラリア | オメガファーマ・ロット | 29       |
| 2    | イヴァン・バッソ   | イタリア       | リクイガス・ドイモ     | 25       |
| 3    | カデル・エヴァンス | オーストラリア | BMC・レーシングチーム  | 25       |
| 29   | 新城幸也           | 日本           | Bbox ブイグテレコム    | 3        |

新人賞
| 順位 | 選手名                   | 国籍           | チーム               | 時間           |
| ---- | ------------------------ | -------------- | -------------------- | -------------- |
| 1    | リッチー・ポート         | オーストラリア | チーム・サクソバンク | 68時間35分02秒 |
| 2    | ロベルト・キセルロウスキ | クロアチア     | リクイガス・ドイモ   | +6分21秒       |
| 3    | ダリオ・カタルド         | イタリア       | クイックステップ     | +11分34秒      |

## 第17ステージ
- 5月26日（水）
- ブルーニコ  －ペーイオ・テルメ 173.0km[8]

区間成績
| 順位 | 選手名                           | 国籍       | チーム                            | 時間          |
| ---- | -------------------------------- | ---------- | --------------------------------- | ------------- |
| 1    | ダミアン・モニエ                 | フランス   | コフィディス                      | 4時間29分19秒 |
| 2    | ダニーロ・ホンド                 | ドイツ     | ランプレ - ファルネーゼ・ヴィーニ | +36秒         |
| 3    | スティーヴン・クリュイスウェイク | オランダ   | ラボバンク                        | +39秒         |
| 4    | ダニエル・モレノ                 | スペイン   | オメガファーマ・ロット            | +1分05秒      |
| 5    | スティーヴ・カミングス           | イギリス   | チーム・スカイ                    | +1分18秒      |
| 6    | シモーネ・ストルトーニ           | イタリア   | コルナゴ - CSF・イノックス        | +1分48秒      |
| 7    | アレクサンドル・エフィムキン     | ロシア     | Ag2r・ラ・モンディアル            | +1分55秒      |
| 8    | マルコ・マルツァーノ             | イタリア   | ランプレ - ファルネーゼ・ヴィーニ | +1分57秒      |
| 9    | イグナタス・コノワロワス         | リトアニア | サーヴェロ・テストチーム          | +2分01秒      |
| 10   | カルロス・ホセ・オチョア         | ベネズエラ | アンドローニ・ジョカットーリ      | +2分07秒      |
| 13   | 新城幸也                         | 日本       | Bbox ブイグテレコム               | +2分12秒      |

総合成績
| 順位 | 選手名                       | 国籍           | チーム                            | 時間           |
| ---- | ---------------------------- | -------------- | --------------------------------- | -------------- |
| 1    | ダビ・アロヨ                 | スペイン       | ケス・デパーニュ                  | 73時間11分38秒 |
| 2    | イヴァン・バッソ             | イタリア       | リクイガス・ドイモ                | +2分27秒       |
| 3    | リッチー・ポート             | オーストラリア | チーム・サクソバンク              | +2分36秒       |
| 4    | カデル・エヴァンス           | オーストラリア | BMC・レーシングチーム             | +3分09秒       |
| 5    | カルロス・サストレ           | スペイン       | サーヴェロ・テストチーム          | +4分41秒       |
| 6    | ヴィンチェンツォ・ニバリ     | イタリア       | リクイガス・ドイモ                | +4分53秒       |
| 7    | アレクサンドル・ヴィノクロフ | カザフスタン   | アスタナ                          | +5分12秒       |
| 8    | ミケーレ・スカルポーニ       | イタリア       | アンドローニ・ジョカットーリ      | +5分24秒       |
| 9    | ダミアーノ・クネゴ           | イタリア       | ランプレ - ファルネーゼ・ヴィーニ | +9分21秒       |
| 10   | ロベルト・キセルロウスキ     | クロアチア     | リクイガス・ドイモ                | +9分32秒       |
| 107  | 新城幸也                     | 日本           | Bbox ブイグテレコム               | +2時間29分03秒 |

ポイント賞
| 順位 | 選手名                       | 国籍           | チーム                | ポイント |
| ---- | ---------------------------- | -------------- | --------------------- | -------- |
| 1    | カデル・エヴァンス           | オーストラリア | BMC・レーシングチーム | 106      |
| 2    | アレクサンドル・ヴィノクロフ | カザフスタン   | アスタナ              | 91       |
| 3    | ヴィンチェンツォ・ニバリ     | イタリア       | リクイガス・ドイモ    | 78       |
| 74   | 新城幸也                     | 日本           | Bbox ブイグテレコム   | 4        |

山岳賞
| 順位 | 選手名             | 国籍           | チーム                 | ポイント |
| ---- | ------------------ | -------------- | ---------------------- | -------- |
| 1    | マシュー・ロイド   | オーストラリア | オメガファーマ・ロット | 29       |
| 2    | イヴァン・バッソ   | イタリア       | リクイガス・ドイモ     | 25       |
| 3    | カデル・エヴァンス | オーストラリア | BMC・レーシングチーム  | 25       |
| 31   | 新城幸也           | 日本           | Bbox ブイグテレコム    | 3        |

新人賞
| 順位 | 選手名                   | 国籍           | チーム               | 時間           |
| ---- | ------------------------ | -------------- | -------------------- | -------------- |
| 1    | リッチー・ポート         | オーストラリア | チーム・サクソバンク | 73時間14分22秒 |
| 2    | ロベルト・キセルロウスキ | クロアチア     | リクイガス・ドイモ   | +6分48秒       |
| 3    | ダリオ・カタルド         | イタリア       | クイックステップ     | +11分26秒      |

## 第18ステージ
- 5月27日（木）
- レーヴィコ・テルメ  －ブレシア 156.0km[10]

区間成績
| 順位 | 選手名                         | 国籍             | チーム                            | 時間          |
| ---- | ------------------------------ | ---------------- | --------------------------------- | ------------- |
| 1    | アンドレ・グライペル           | ドイツ           | チーム・HTC - コロンビア          | 3時間14分59秒 |
| 2    | ジュリアン・ディーン           | ニュージーランド | ガーミン・トランジションズ        | 同            |
| 3    | ティツィアーノ・ダッラントニア | イタリア         | リクイガス・ドイモ                | 同            |
| 4    | グレッグ・ヘンダーソン         | ニュージーランド | チーム・スカイ                    | 同            |
| 5    | ダニーロ・ホンド               | ドイツ           | ランプレ - ファルネーゼ・ヴィーニ | 同            |
| 6    | グレーム・ブラウン             | オーストラリア   | ラボバンク                        | 同            |
| 7    | ルカス・セバスティアン・アエド | アルゼンチン     | チーム・サクソバンク              | 同            |
| 8    | ミヒエル・エライゼン           | オランダ         | オメガファーマ・ロット            | 同            |
| 9    | ファビオ・サバティーニ         | イタリア         | リクイガス・ドイモ                | 同            |
| 10   | ウィイアン・ボネ               | フランス         | Bbox ブイグテレコム               | 同            |
| 13   | 新城幸也                       | 日本             | Bbox ブイグテレコム               | 同            |

総合成績
| 順位 | 選手名                       | 国籍           | チーム                            | 時間           |
| ---- | ---------------------------- | -------------- | --------------------------------- | -------------- |
| 1    | ダビ・アロヨ                 | スペイン       | ケス・デパーニュ                  | 76時間26分37秒 |
| 2    | イヴァン・バッソ             | イタリア       | リクイガス・ドイモ                | +2分27秒       |
| 3    | リッチー・ポート             | オーストラリア | チーム・サクソバンク              | +2分44秒       |
| 4    | カデル・エヴァンス           | オーストラリア | BMC・レーシングチーム             | +3分09秒       |
| 5    | カルロス・サストレ           | スペイン       | サーヴェロ・テストチーム          | +4分41秒       |
| 6    | ヴィンチェンツォ・ニバリ     | イタリア       | リクイガス・ドイモ                | +4分53秒       |
| 7    | アレクサンドル・ヴィノクロフ | カザフスタン   | アスタナ                          | +5分12秒       |
| 8    | ミケーレ・スカルポーニ       | イタリア       | アンドローニ・ジョカットーリ      | +5分24秒       |
| 9    | ダミアーノ・クネゴ           | イタリア       | ランプレ - ファルネーゼ・ヴィーニ | +9分21秒       |
| 10   | ロベルト・キセルロウスキ     | クロアチア     | リクイガス・ドイモ                | +9分32秒       |
| 107  | 新城幸也                     | 日本           | Bbox ブイグテレコム               | +2時間29分03秒 |

ポイント賞
| 順位 | 選手名                       | 国籍           | チーム                | ポイント |
| ---- | ---------------------------- | -------------- | --------------------- | -------- |
| 1    | カデル・エヴァンス           | オーストラリア | BMC・レーシングチーム | 106      |
| 2    | アレクサンドル・ヴィノクロフ | カザフスタン   | アスタナ              | 91       |
| 3    | ヴィンチェンツォ・ニバリ     | イタリア       | リクイガス・ドイモ    | 78       |
| 61   | 新城幸也                     | 日本           | Bbox ブイグテレコム   | 7        |

山岳賞
| 順位 | 選手名             | 国籍           | チーム                 | ポイント |
| ---- | ------------------ | -------------- | ---------------------- | -------- |
| 1    | マシュー・ロイド   | オーストラリア | オメガファーマ・ロット | 29       |
| 2    | イヴァン・バッソ   | イタリア       | リクイガス・ドイモ     | 25       |
| 3    | カデル・エヴァンス | オーストラリア | BMC・レーシングチーム  | 25       |
| 31   | 新城幸也           | 日本           | Bbox ブイグテレコム    | 3        |

新人賞
| 順位 | 選手名                   | 国籍           | チーム               | 時間           |
| ---- | ------------------------ | -------------- | -------------------- | -------------- |
| 1    | リッチー・ポート         | オーストラリア | チーム・サクソバンク | 76時間29分21秒 |
| 2    | ロベルト・キセルロウスキ | クロアチア     | リクイガス・ドイモ   | +6分48秒       |
| 3    | ダリオ・カタルド         | イタリア       | クイックステップ     | +11分26秒      |

## 第19ステージ
- 5月28日（金）
- ブレシア  －アプリーカ 195.0km[11]

区間成績
| 順位 | 選手名                       | 国籍           | チーム                       | 時間          |
| ---- | ---------------------------- | -------------- | ---------------------------- | ------------- |
| 1    | ミケーレ・スカルポーニ       | イタリア       | アンドローニ・ジョカットーリ | 5時間27分04秒 |
| 2    | イヴァン・バッソ             | イタリア       | リクイガス・ドイモ           | 同            |
| 3    | ヴィンチェンツォ・ニバリ     | イタリア       | リクイガス・ドイモ           | 同            |
| 4    | アレクサンドル・ヴィノクロフ | カザフスタン   | アスタナ                     | +3分05秒      |
| 5    | ジョン・ガドレ               | フランス       | Ag2r・ラ・モンディアル       | 同            |
| 6    | カデル・エヴァンス           | オーストラリア | BMC・レーシングチーム        | +3分06秒      |
| 7    | ダビ・アロヨ                 | スペイン       | ケス・デパーニュ             | 同            |
| 8    | カルロス・サストレ           | スペイン       | サーヴェロ・テストチーム     | 同            |
| 9    | ブラニスラウ・サモイラウ     | ベラルーシ     | クイックステップ             | +5分27秒      |
| 10   | マルコ・ピノッティ           | イタリア       | チーム・HTC - コロンビア     | 同            |
| 133  | 新城幸也                     | 日本           | Bbox ブイグテレコム          | +35分17秒     |

総合成績
| 順位 | 選手名                           | 国籍           | チーム                            | 時間           |
| ---- | -------------------------------- | -------------- | --------------------------------- | -------------- |
| 1    | イヴァン・バッソ                 | イタリア       | リクイガス・ドイモ                | 81時間55分56秒 |
| 2    | ダビ・アロヨ                     | スペイン       | ケス・デパーニュ                  | +51秒          |
| 3    | ヴィンチェンツォ・ニバリ         | イタリア       | リクイガス・ドイモ                | +2分30秒       |
| 4    | ミケーレ・スカルポーニ           | イタリア       | アンドローニ・ジョカットーリ      | +2分49秒       |
| 5    | カデル・エヴァンス               | オーストラリア | BMC・レーシングチーム             | +4分00秒       |
| 6    | カルロス・サストレ               | スペイン       | サーヴェロ・テストチーム          | +5分32秒       |
| 7    | リッチー・ポート                 | オーストラリア | チーム・サクソバンク              | +6分00秒       |
| 8    | アレクサンドル・ヴィノクロフ     | カザフスタン   | アスタナ                          | +6分22秒       |
| 9    | ロベルト・キセルロウスキ         | クロアチア     | リクイガス・ドイモ                | +12分44秒      |
| 10   | マルコ・ピノッティ               | イタリア       | チーム・HTC - コロンビア          | +13分40秒      |
| 11   | ダミアーノ・クネゴ               | イタリア       | ランプレ - ファルネーゼ・ヴィーニ | +15分23秒      |
| 12   | バウク・モレマ                   | オランダ       | ラボバンク                        | +18分36秒      |
| 13   | リーヌス・ゲルデマン             | ドイツ         | チーム・ミルラム                  | +20分05秒      |
| 14   | ジョン・ガドレ                   | フランス       | Ag2r・ラ・モンディアル            | +21分57秒      |
| 15   | ウラディミール・カルペツ         | ロシア         | チーム・カチューシャ              | +23分03秒      |
| 16   | マウリシオ・アルディラ           | コロンビア     | ラボバンク                        | +26分38秒      |
| 17   | ダリオ・チオーニ                 | イタリア       | チーム・スカイ                    | +29分50秒      |
| 18   | ステーヴェン・クリュイスウェイク | オランダ       | ラボバンク                        | +35分51秒      |
| 19   | アレクサンドル・エフィムキン     | ロシア         | Ag2r・ラ・モンディアル            | +36分10秒      |
| 20   | フランシス・デフレーフ           | ベルギー       | オメガファーマ・ロット            | +40分48秒      |
| 106  | 新城幸也                         | 日本           | Bbox ブイグテレコム               | +3時間02分15秒 |

ポイント賞
| 順位 | 選手名                       | 国籍           | チーム                | ポイント |
| ---- | ---------------------------- | -------------- | --------------------- | -------- |
| 1    | カデル・エヴァンス           | オーストラリア | BMC・レーシングチーム | 116      |
| 2    | アレクサンドル・ヴィノクロフ | カザフスタン   | アスタナ              | 105      |
| 3    | ヴィンチェンツォ・ニバリ     | イタリア       | リクイガス・ドイモ    | 94       |
| 79   | 新城幸也                     | 日本           | Bbox ブイグテレコム   | 2        |

山岳賞
| 順位 | 選手名             | 国籍           | チーム                 | ポイント |
| ---- | ------------------ | -------------- | ---------------------- | -------- |
| 1    | イヴァン・バッソ   | イタリア       | リクイガス・ドイモ     | 35       |
| 2    | マシュー・ロイド   | オーストラリア | オメガファーマ・ロット | 29       |
| 3    | カデル・エヴァンス | オーストラリア | BMC・レーシングチーム  | 25       |
| 33   | 新城幸也           | 日本           | Bbox ブイグテレコム    | 3        |

新人賞
| 順位 | 選手名                   | 国籍           | チーム               | 時間           |
| ---- | ------------------------ | -------------- | -------------------- | -------------- |
| 1    | リッチー・ポート         | オーストラリア | チーム・サクソバンク | 82時間01分56秒 |
| 2    | ロベルト・キセルロウスキ | クロアチア     | リクイガス・ドイモ   | +6分44秒       |
| 3    | バウク・モレマ           | オランダ       | ラボバンク           | +12分36秒      |

## 第20ステージ
- 5月29日（土）
- ボルミオ  －ポンテ・ディ・レーニョ（パッソ・デル・トナーレ） 178.0km[13]

区間成績
| 順位 | 選手名                   | 国籍           | チーム                            | 時間          |
| ---- | ------------------------ | -------------- | --------------------------------- | ------------- |
| 1    | ヨハン・チョップ         | スイス         | Bbox ブイグテレコム               | 5時間26分47秒 |
| 2    | カデル・エヴァンス       | オーストラリア | BMC・レーシングチーム             | +16秒         |
| 3    | イヴァン・バッソ         | イタリア       | リクイガス・ドイモ                | +25秒         |
| 4    | ミケーレ・スカルポーニ   | イタリア       | アンドローニ・ジョカットーリ      | 同            |
| 5    | ダビ・アロヨ             | スペイン       | ケス・デパーニュ                  | +41秒         |
| 6    | ヴィンチェンツォ・ニバリ | イタリア       | リクイガス・ドイモ                | +43秒         |
| 7    | ジョン・ガドレ           | フランス       | Ag2r・ラ・モンディアル            | +48秒         |
| 8    | バウク・モレマ           | オランダ       | ラボバンク                        | +50秒         |
| 9    | ダニエーレ・リーギ       | イタリア       | ランプレ - ファルネーゼ・ヴィーニ | +57秒         |
| 10   | ヴァシル・キリエンカ     | ベラルーシ     | ケス・デパーニュ                  | +1分02秒      |
| 49   | 新城幸也                 | 日本           | Bbox ブイグテレコム               | +19分12秒     |

総合成績
| 順位 | 選手名                           | 国籍           | チーム                            | 時間           |
| ---- | -------------------------------- | -------------- | --------------------------------- | -------------- |
| 1    | イヴァン・バッソ                 | イタリア       | リクイガス・ドイモ                | 87時間23分00秒 |
| 2    | ダビ・アロヨ                     | スペイン       | ケス・デパーニュ                  | +1分15秒       |
| 3    | ヴィンチェンツォ・ニバリ         | イタリア       | リクイガス・ドイモ                | +2分56秒       |
| 4    | ミケーレ・スカルポーニ           | イタリア       | アンドローニ・ジョカットーリ      | +2分57秒       |
| 5    | カデル・エヴァンス               | オーストラリア | BMC・レーシングチーム             | +3分47秒       |
| 6    | リッチー・ポート                 | オーストラリア | チーム・サクソバンク              | +7分25秒       |
| 7    | アレクサンドル・ヴィノクロフ     | カザフスタン   | アスタナ                          | +7分31秒       |
| 8    | カルロス・サストレ               | スペイン       | サーヴェロ・テストチーム          | +8分55秒       |
| 9    | ロベルト・キセルロウスキ         | クロアチア     | リクイガス・ドイモ                | +14分06秒      |
| 10   | マルコ・ピノッティ               | イタリア       | チーム・HTC - コロンビア          | +15分00秒      |
| 11   | ダミアーノ・クネゴ               | イタリア       | ランプレ - ファルネーゼ・ヴィーニ | +16分45秒      |
| 12   | バウク・モレマ                   | オランダ       | ラボバンク                        | +19分09秒      |
| 13   | ジョン・ガドレ                   | フランス       | Ag2r・ラ・モンディアル            | +22分28秒      |
| 14   | ウラディミール・カルペツ         | ロシア         | チーム・カチューシャ              | +25分09秒      |
| 15   | マウリシオ・アルディラ           | コロンビア     | ラボバンク                        | +32分23秒      |
| 16   | リーヌス・ゲルデマン             | ドイツ         | チーム・ミルラム                  | +34分31秒      |
| 17   | ダリオ・チオーニ                 | イタリア       | チーム・スカイ                    | +35分35秒      |
| 18   | ステーヴェン・クリュイスウェイク | オランダ       | ラボバンク                        | +37分13秒      |
| 19   | アレクサンドル・エフィムキン     | ロシア         | Ag2r・ラ・モンディアル            | +38分40秒      |
| 20   | ユベール・デュポン               | フランス       | Ag2r・ラ・モンディアル            | +44分43秒      |
| 93   | 新城幸也                         | 日本           | Bbox ブイグテレコム               | +3時間21分10秒 |

ポイント賞
| 順位 | 選手名                       | 国籍           | チーム                | ポイント |
| ---- | ---------------------------- | -------------- | --------------------- | -------- |
| 1    | カデル・エヴァンス           | オーストラリア | BMC・レーシングチーム | 136      |
| 2    | アレクサンドル・ヴィノクロフ | カザフスタン   | アスタナ              | 112      |
| 3    | イヴァン・バッソ             | イタリア       | リクイガス・ドイモ    | 104      |
| 75   | 新城幸也                     | 日本           | Bbox ブイグテレコム   | 2        |

山岳賞
| 順位 | 選手名           | 国籍           | チーム                 | ポイント |
| ---- | ---------------- | -------------- | ---------------------- | -------- |
| 1    | マシュー・ロイド | オーストラリア | オメガファーマ・ロット | 56       |
| 2    | イヴァン・バッソ | イタリア       | リクイガス・ドイモ     | 41       |
| 3    | ヨハン・チョップ | スイス         | Bbox ブイグテレコム    | 25       |
| 37   | 新城幸也         | 日本           | Bbox ブイグテレコム    | 3        |

新人賞
| 順位 | 選手名                   | 国籍           | チーム               | 時間           |
| ---- | ------------------------ | -------------- | -------------------- | -------------- |
| 1    | リッチー・ポート         | オーストラリア | チーム・サクソバンク | 87時間30分25秒 |
| 2    | ロベルト・キセルロウスキ | クロアチア     | リクイガス・ドイモ   | +6分41秒       |
| 3    | バウク・モレマ           | オランダ       | ラボバンク           | +11分44秒      |

## 第21ステージ
- 5月30日（日）
- ヴェローナ （ブラ広場 - トリチェッレ - アレーナ・ディ・ヴェローナ） 15.0km（個人タイムトライアル）[15]

区間成績
| 順位 | 選手名                       | 国籍           | チーム                       | 時間     |
| ---- | ---------------------------- | -------------- | ---------------------------- | -------- |
| 1    | グスタヴ・ラルソン           | スウェーデン   | チーム・サクソバンク         | 20分19秒 |
| 2    | マルコ・ピノッティ           | イタリア       | チーム・HTC - コロンビア     | +02秒    |
| 3    | アレクサンドル・ヴィノクロフ | カザフスタン   | アスタナ                     | +17秒    |
| 4    | カデル・エヴァンス           | オーストラリア | BMC・レーシングチーム        | +22秒    |
| 5    | ヴィンチェンツォ・ニバリ     | イタリア       | リクイガス・ドイモ           | +23秒    |
| 6    | イグナタス・コノワロワス     | リトアニア     | サーヴェロ・テストチーム     | 同       |
| 7    | ブラッドリー・ウィギンス     | イギリス       | チーム・スカイ               | +29秒    |
| 8    | キャメロン・マイヤー         | オーストラリア | ガーミン・トランジションズ   | +32秒    |
| 9    | ミケーレ・スカルポーニ       | イタリア       | アンドローニ・ジョカットーリ | +35秒    |
| 10   | トム・スタムスナイダー       | オランダ       | ラボバンク                   | +37秒    |
| 15   | イヴァン・バッソ             | イタリア       | リクイガス・ドイモ           | +42秒    |
| 97   | 新城幸也                     | 日本           | Bbox ブイグテレコム          | +1分53秒 |

総合成績
| 順位 | 選手名                       | 国籍           | チーム                     | 時間           |
| ---- | ---------------------------- | -------------- | -------------------------- | -------------- |
| 1    | イヴァン・バッソ             | イタリア       | リクイガス・ドイモ         | 87時間44分01秒 |
| 2    | ダビ・アロヨ                 | スペイン       | ケス・デパーニュ           | +1分51秒       |
| 3    | ヴィンチェンツォ・ニバリ     | イタリア       | リクイガス・ドイモ         | +2分37秒       |
| 4    | ミケーレ・スカルポーニ       | イタリア       | アンドローニ・ジョカトーリ | +2分50秒       |
| 5    | カデル・エヴァンス           | オーストラリア | BMC・レーシングチーム      | +3分27秒       |
| 6    | アレクサンドル・ヴィノクロフ | カザフスタン   | アスタナ                   | +7分06秒       |
| 7    | リッチー・ポート             | オーストラリア | チーム・サクソバンク       | +7分22秒       |
| 8    | カルロス・サストレ           | スペイン       | サーヴェロ・テストチーム   | +9分39秒       |
| 9    | マルコ・ピノッティ           | イタリア       | チーム・HTC - コロンビア   | +14分20秒      |
| 10   | ロベルト・キセルロフスキ     | クロアチア     | リクイガス・ドイモ         | +14分51秒      |
| 93   | 新城幸也                     | 日本           | Bbox ブイグテレコム        | +3時間22分21秒 |

ポイント賞
| 順位 | 選手名                       | 国籍           | チーム                | ポイント |
| ---- | ---------------------------- | -------------- | --------------------- | -------- |
| 1    | カデル・エヴァンス           | オーストラリア | BMC・レーシングチーム | 150      |
| 2    | アレクサンドル・ヴィノクロフ | カザフスタン   | アスタナ              | 128      |
| 3    | ヴィンチェンツォ・ニバリ     | イタリア       | リクイガス・ドイモ    | 116      |
| 75   | 新城幸也                     | 日本           | Bbox ブイグテレコム   | 2        |

山岳賞
| 順位 | 選手名           | 国籍           | チーム                 | ポイント |
| ---- | ---------------- | -------------- | ---------------------- | -------- |
| 1    | マシュー・ロイド | オーストラリア | オメガファーマ・ロット | 56       |
| 2    | イヴァン・バッソ | イタリア       | リクイガス・ドイモ     | 41       |
| 3    | ヨハン・チョップ | スイス         | Bbox ブイグテレコム    | 38       |
| 38   | 新城幸也         | 日本           | Bbox ブイグテレコム    | 3        |

新人賞
| 順位 | 選手名                   | 国籍           | チーム               | 時間           |
| ---- | ------------------------ | -------------- | -------------------- | -------------- |
| 1    | リッチー・ポート         | オーストラリア | チーム・サクソバンク | 87時間51分23秒 |
| 2    | ロベルト・キセルロフスキ | クロアチア     | リクイガス・ドイモ   | +7分29秒       |
| 3    | バウク・モレマ           | オランダ       | ラボバンク           | +12分19秒      |